# Лавина

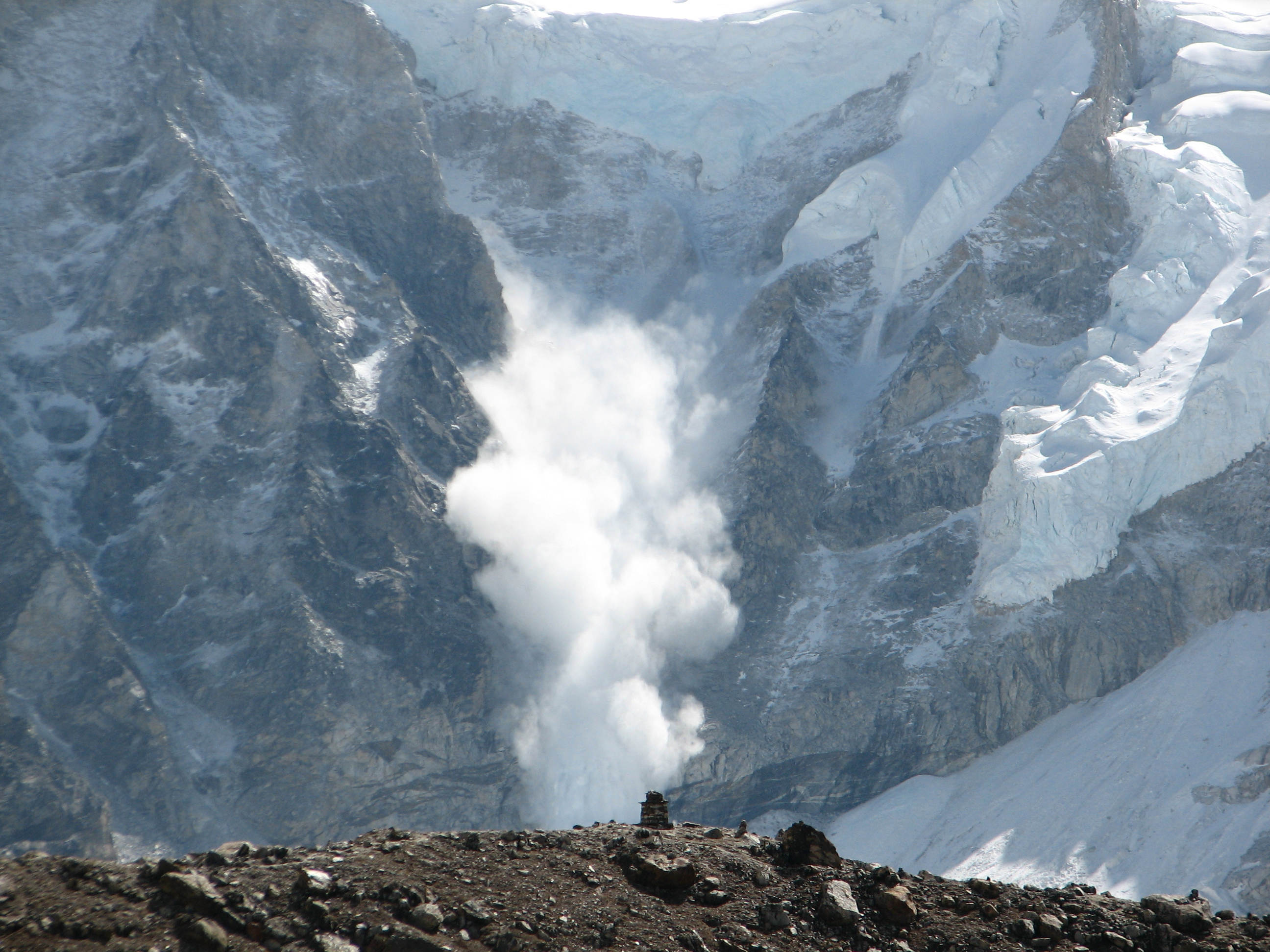
Лавина на горі Нупцзе в Гімалаях

Лави́на (нім. Lawine, від латинського labina — зсув) — величезна маса снігу, що зривається із гірського схилу і котиться вниз з великою швидкістю. Виникнення лавин можливе у всіх гірських районах світу, де встановлюється стійкий сніговий покрив. В Україні снігові лавини бувають у Карпатах та Кримських горах.

## Загальний опис
Звільнення гірських схилів від накопиченого снігу відбувається внаслідок таких чинників:
- від перевантаження снігом схилів під час заметілі або внаслідок малої сили зчеплення між новим снігом та підстильною поверхнею впродовж двох перших діб закінчення снігопаду — так утворюються сухі лавини;
- у разі виникнення між нижньою поверхнею снігу та підстильною поверхнею схилу водної змазки під час потепління чи дощів — так утворюються мокрі лавини;
- у випадку формування в нижніх частинах снігового прошарку горизонту розпушування, який складається з кристалів глибинного замерзання, не пов'язаних один з одним — так утворюється лавина сублімаційного діафторезу; причиною утворення горизонту розпушування можуть бути високі температури в нижніх шарах снігу, звідки водяна пара мігрує у вищі холодні горизонти, що тягне за собою випаровування снігу в теплому горизонті та перетворення його в горизонт ковзання.

Поперечний розріз снігової товщі:
1 — пухкий новий сніг із залишків сніжинок; 2 — дрібнозернистий; 3 — глибинне замерзання; 4 — середньозернистий; 5 — великозернистий

Найсприятливіші для лавиноутворення схили крутістю 25-45°, однак відомі сходи лавин зі схилів крутістю всього 15-18°. На крутіших схилах сніг не може накопичуватися у великих кількостях і скочується невеликими дозами в міру надходження. Обсяг снігу в лавині може доходити до декількох сотень кубічних метрів. Однак небезпечними для життя можуть бути навіть лавини обсягом близько 5 м³.

## Класифікація

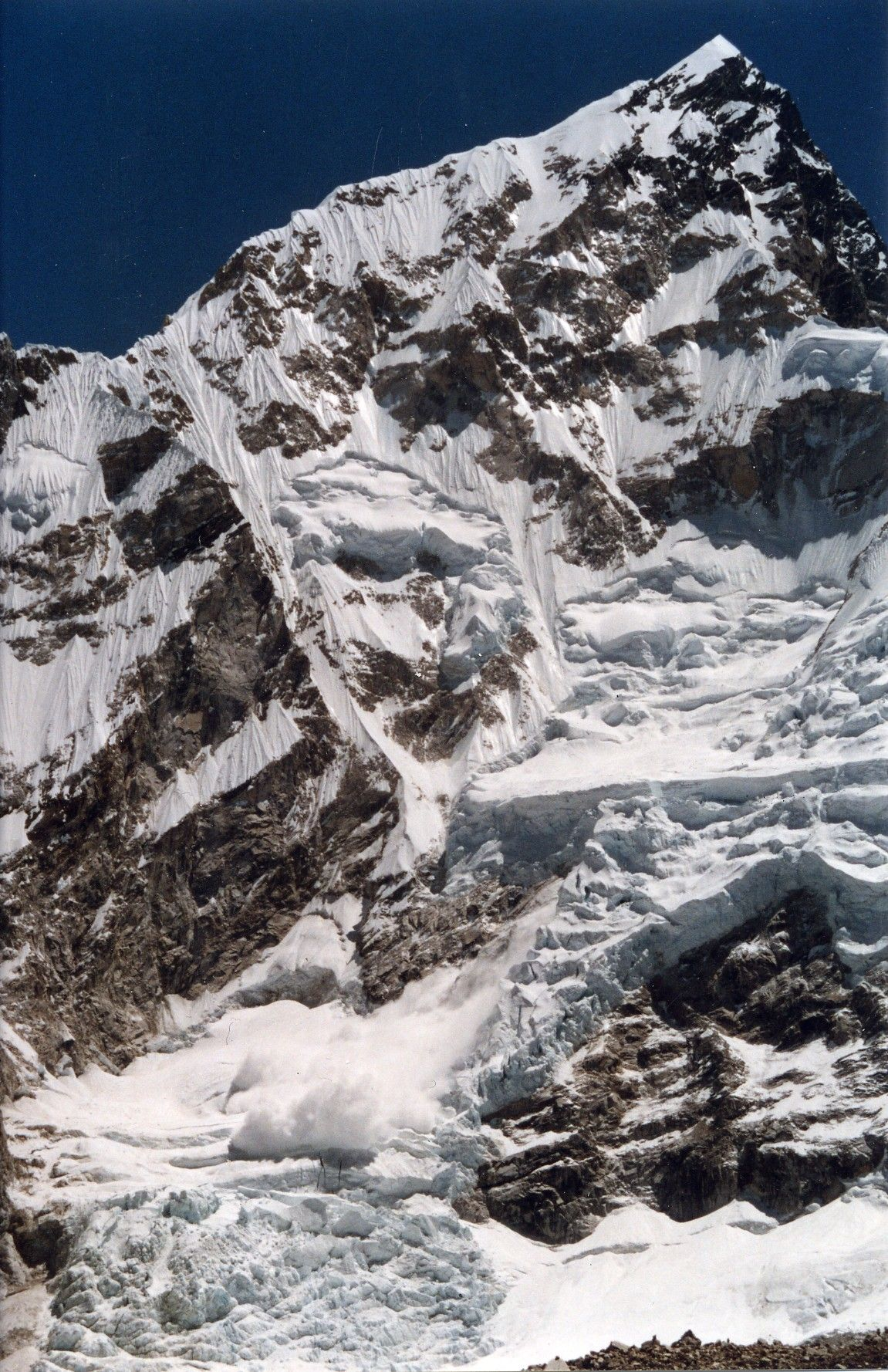
Лавина в Гімалаях

Залежно від причин утворення вирізняють
- сухі лавини;
- мокрі лавини;
- лавини сублімаційного діафторезу.

Залежно від характеру руху снігу по схилах вирізняють такі типи лавин:
- осови (снігові зсуви) — ковзають по всій поверхні схилу поза руслом; виникає відрив та сповзання снігових мас по схилу, але сніг на нижчих ділянках схилу затримує рух і зсув снігу припиняється не сягнувши дна долини. Зазвичай висота сповзання снігу в осовах в декілька разів менша від ширини фронту та сягає іноді декількох десятків метрів, швидкість сповзання невелика. Вважається, що таке переміщення снігу не несе особливої небезпеки, проте є і протилежні факти. Так, 10 лютого 1951 року відомий гірський провідник Сепп Курц загинув у лавині, довжина і ширина якої становили 6 та 4 м, відповідно, а товщина снігового покриву була всього 24 см[6];
- лоткові — рухаються по заглибинах, лощинах і ерозійних борознах; сніг рухається в каналах стоку по чітко фіксованому руслу, швидкість руху снігу значно зростає, набуваючи форм течії, яка біля підніжжя схилу утворює лавинний конус;
- стрибаючі — рухаються по уступах, вільно падаючи з них; якщо канал стоку снігу має обривисті ділянки, то вільне падіння з них снігових мас зумовлює величезну швидкість лавини. Так, лавини з пухкого свіжого снігу, який випав у морозну погоду, можуть набирати швидкості до 250—300 км/год. Найчастіше лавини з пухкого снігу виникають безпосередньо під час снігопаду чи одразу після нього. Небезпечними під час сходження стрибаючих лавин є повітряні хвилі, які одразу після початку сходження лавини мають вигляд хмари дрібного снігового пилу, яка на початковій стадії не є небезпечною для людини, оскільки сніг легким потоком обтікає ноги і проходить вниз. Однак на середній і нижній частинах схилу виникає загроза задихнутись сніговим пилом чи бути скиненим донизу. Прямий фронт ударної хвилі ламає все на своєму шляху. Такі лавини мають велику руйнівну силу, тиск може досягати 9 000 кг/м². Прикладом такої лавини є подія на станції Даллас в Австрії 1954 року, коли повітряна хвиля перекинула залізничний вагон масою 42 тони, а 120-тонний електропотяг підняла з колії та вдарила об будинок вокзалу[6];
- снігова дошка — це не прикріплений до нижнього шару снігу і ніби підвішений у повітрі потужний шар насту; вдень сонце нагріває його верхні шари і вони починають танути, вночі все замерзає і перетворюється в тверду кірку. Водночас нижні шари, що стискаються під власною вагою, просідають, і між ними та настом утворюється повітряна пустота. Снігова дошка дуже крихка, іноді досить легкої дії, щоб відбувся її відрив. Такі лавини виникають зазвичай у період різкого похолодання, фенів, снігопадів, коли сніг значно перевантажує схил.

Таблиця ступенів небезпеки лавиноутворення:
| Ступінь небезпеки | Глибина снігового покриву, см | Характеристика небезпеки                  |
| ----------------- | ----------------------------- | ----------------------------------------- |
| I                 | 15-30                         | небезпеки на схилах понад 30°             |
| II                | 30-50                         | значна небезпека                          |
| III               | 50-70                         | велика небезпека                          |
| IV                | 70-100                        | дуже велика небезпека на схилах понад 20° |
| V                 | понад 100                     | катастрофічне положення                   |

## Сходження лавин

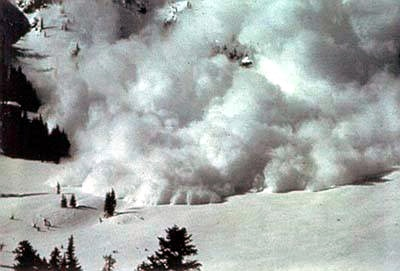
Снігова лавина в динаміці

Швидкість руху лавин в середньому становить 20-30 м/с. Падіння лавин зазвичай супроводжується своєрідним свистом низького тону (у разі падіння сухого снігу), шкребінням (падіння мокрого снігу) або оглушливим шумом (виникнення повітряної хвилі). Частота падіння лавин і їхній об'єм залежить від морфології лавин. Лоткові лавини з крутих схилів падають часто, проте мають невеликий об'єм. Лавини зі зруйнованих карів падають рідко, але мають величезні об'єми. Залишками лавин зазвичай є лавинні сніговики. Схід лавини з сухого снігу може супроводжуватися утворенням сніго-повітряної хвилі, що робить значні руйнування.
Швидкість руху сухих лавин зазвичай становить 20-70 м/с (до 125 м/с за щільності снігу від 0,02 до 0,3 г/см³). Мокрі лавини рухаються зі швидкістю 10-20 м/с (до 40 м/с) і мають щільність 0,3-0,4 г/см³.

## Попередження

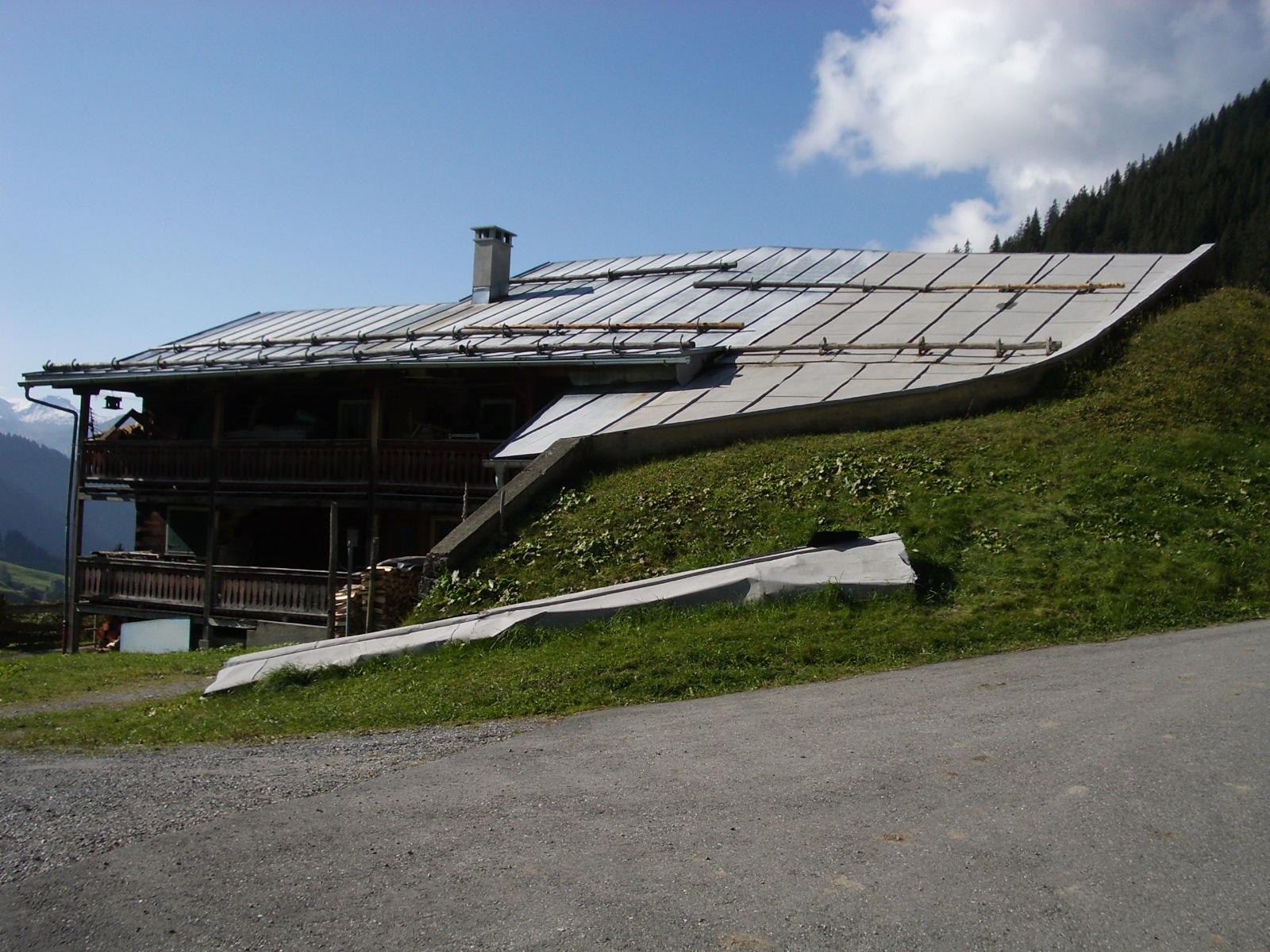
Протилавинний карниз

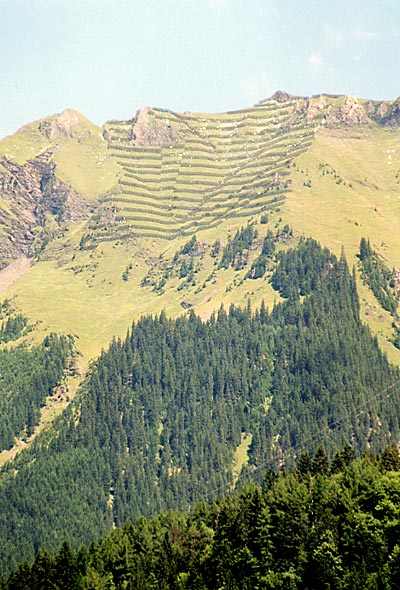
Протилавинні дамби

Лавини володіють величезною руйнівною силою, спричиняють значні катастрофи, перешкоджають нормальній експлуатації доріг, промислових споруд, спортивних комплексів. Засоби захисту від лавин є
- профілактичні:
  - гірськолавинна служба та гірськотехнічний нагляд,
  - прогнозування часу сходження лавин, штучний скид лавин за допомогою артилерійського обстрілу та вибухів;
- інженерні:
  - запобігання ковзанню снігу в лавинозборах шляхом облисіння, забудови схилів та укріплення їх опорними спорудами,
  - відведення лавин від захищених об'єктів скерованими дамбами, лавинорізами,
  - пропуск лавин над об'єктом за допомогою навісів і галерей.

Для територій, які мають небезпеку лавиноутворення, складають спеціальні мапи, на яких виділяють райони зі значною, середньою чи слабкою лавинною небезпекою, а також райони з потенційною небезпекою — безпечні, які однак можуть стати лавинонебезпечними у випадку вирубки лісу чи вимивання ґрунту на схилах.
Для запобігання лавинам або їхнім серйозним наслідкам проводять різні комплекси заходів, серед яких найбільшого значення на сьогодні набули бомбардування лавинонебезпечних місць вибухівкою або обстріл із артилерійської зброї гірських схилів. Такі дії зумовлюють сходження найнеконтрольованіших лавин з метою запобігання сходженню найбільших.

## Примітки

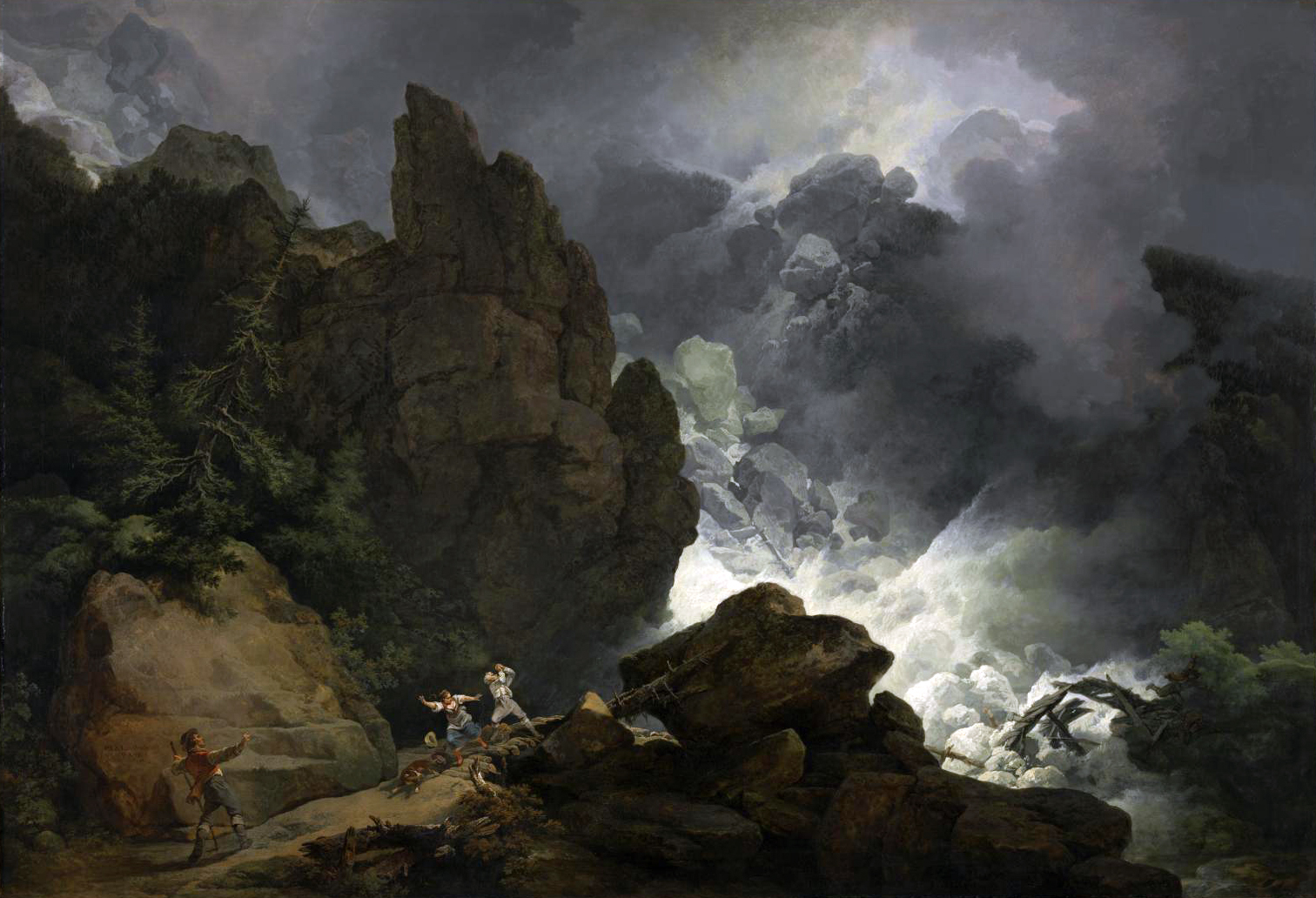
Картина Філіппа Якоба Лютербурга Лавина в Альпах